# U-592
| U-592                                            | U-592 | U-592 |
| ------------------------------------------------ | --- | --- |
|                                                  | | |
|                                                  | | |
| Схематичне зображення підводних човнів типу VIIC | | |
| Під прапором                                     | Третій Рейх | Третій Рейх |
| Спуск на воду                                    | 6 серпня 1941 року | 6 серпня 1941 року |
| Виведений зі складу флоту                        | 16 жовтня 1941 року | 16 жовтня 1941 року |
| Сучасний статус                                  | 31 січня 1944 року потоплений південно-західніше ірландських берегів британськими шлюпами «Старлінг», «Мегпай» та «Вайлд Гус»       | 31 січня 1944 року потоплений південно-західніше ірландських берегів британськими шлюпами «Старлінг», «Мегпай» та «Вайлд Гус»       |
| Проєкт                                           | | |
| Тип ПЧ                                           | Торпедний ДПЧ | Торпедний ДПЧ |
| Розробник проєкту                                | Blohm + Voss, Гамбург | Blohm + Voss, Гамбург |
| Вартість                                         | 4 439 000 ℛℳ | 4 439 000 ℛℳ |
| Основні характеристики                           | | |
| Швидкість (надводна)                             | 17,9 вузла | 17,9 вузла |
| Швидкість (підводна)                             | 8 вузлів | 8 вузлів |
| Робоча глибина занурення                         | 100 м | 100 м |
| Гранична глибина занурення                       | 220 м | 220 м |
| Автономність плавання                            | 8500 миль (15 700 км) на швидкості 10 вузлів (18,6 км/год) (надводна) 80 миль (150 км) на швидкості 4 вузли (7,4 км/год) (підводна) | 8500 миль (15 700 км) на швидкості 10 вузлів (18,6 км/год) (надводна) 80 миль (150 км) на швидкості 4 вузли (7,4 км/год) (підводна) |
| Екіпаж                                           | 44—60 осіб | 44—60 осіб |
| Розміри                                          | | |
| Довжина найбільша (по КВЛ)                       | 67,1 м | 67,1 м |
| Ширина корпусу найб.                             | 6,2 м | 6,2 м |
| Висота                                           | 9,6 м | 9,6 м |
| Середня осадка (по КВЛ)                          | 4,74 м | 4,74 м |
| Водотоннажність надводна                         | 769 т | 769 т |
| Озброєння                                        | | |
| Артилерія                                        | 1 × 88-мм палубна гармата SK C/35                                                                                                   | 1 × 88-мм палубна гармата SK C/35                                                                                                   |
| Торпедно- мінне озброєння                        | 4 носових і один кормовий ТА 14 торпед або 26 мін TMA                                                                               | 4 носових і один кормовий ТА 14 торпед або 26 мін TMA                                                                               |
| ППО                                              | 1 × 20-мм зенітна гармата FlaK 30/38                                                                                                | 1 × 20-мм зенітна гармата FlaK 30/38                                                                                                |

U-592 — німецький підводний човен типу VIIC, що входив до складу Військово-морських сил Третього Рейху за часів Другої світової війни. Закладений 30 жовтня 1940 року на верфі Blohm + Voss у Гамбурзі. Спущений на воду 6 серпня 1941 року, а 16 жовтня 1941 року корабель увійшов до складу 6-ї навчальної флотилії ПЧ ВМС нацистської Німеччини.

## Історія служби
U-592 належав до німецьких підводних човнів типу VIIC, найчисленнішого типу субмарин Третього Рейху, яких випущено 703 одиниці. Службу проходив у складі 6-ї навчальної та після завершення підготовки — у 6-й та 11-й бойових флотиліях ПЧ Крігсмаріне. З березня 1942 до січня 1944 року підводний човен здійснив десять бойових походів в Атлантичний океан, діяв у складі 16 «вовчих зграй», потопив одне судно противника (3770 GRT).
31 січня 1944 року U-592 був потоплений південно-західніше ірландських берегів атакою глибинними бомбами британських шлюпів «Старлінг», «Мегпай» і «Вайлд Гус». Всі 49 членів екіпажу загинули.

## Командири
- Капітан-лейтенант Карл Борм (16 жовтня 1941 — 24 липня 1943)
- Оберлейтенант-цур-зее Гайнц Яшке (2 вересня 1943 — 31 січня 1944)

## Перелік затоплених U-592 суден у бойових походах
| №                                                                     | Дата           | Назва  | Тип                | Належність | Водотоннажність (брт) | Вантаж | Конвой | Результат та координати                                               | Наслідки атаки для екіпажу | Прим.                                                                           |
| --------------------------------------------------------------------- | -------------- | ------ | ------------------ | ---------- | --------------------- | ------ | ------ | --------------------------------------------------------------------- | -------------------------- | ------------------------------------------------------------------------------- |
| Перший похід (3.03—23.03.1942, 21 доба; Гельголанд—Берген)            |                |        |                    |            |                       |        |        |                                                                       |                            |                                                                                 |
| П'ятий похід (7.10—19.10.1942, 13 діб; Скьйомен-фіорд—Скьйомен-фіорд) |                |        |                    |            |                       |        |        |                                                                       |                            |                                                                                 |
| 1                                                                     | 14 жовтня 1942 | «Щорс» | суховантажне судно | СРСР       | 4181                  | шерсть |        | потоплено 69°45′ пн. ш. 60°45′ сх. д. / 69.750° пн. ш. 60.750° сх. д. | ? (0 загинуло, ? вцілілих) | «Щорс» підірвався на міні, встановленій U-592 13 жовтня у протоці Югорський Шар |